# NX Возничего
NX Возничего (лат. NX Aurigae) — одиночная переменная звезда в созвездии Возничего на расстоянии (вычисленном из значения параллакса) приблизительно 13956 световых лет (около 4279 парсеков) от Солнца. Видимая звёздная величина звезды — от +16,6m до +14,1m.

## Характеристики
NX Возничего — бело-голубая эруптивная орионова переменная звезда (INSA) спектрального класса ea или B4Ve. Эффективная температура — около 4837 К.